# Garuda
Garuda (også kaldet Solørnen) er i den indiske/hinduistiske mytologi en guddommelig kæmpefugl, der fungerer som guden Vishnus transportmiddel.
Garuda er halvt fugl og halvt menneske. Han har krop og lemmer som et menneske, men ørnens hoved, næb og vinger.
Det siges, at den kan bevæge sig ligeså hurtigt som tanken.
- Wikimedia Commons har flere filer relateret til Garuda

| Mytologi | Spire Denne artikel om mytologi er en spire som bør udbygges. Du er velkommen til at hjælpe Wikipedia ved at udvide den. |